# Orectochilus gangeticus
Orectochilus gangeticus là một loài bọ cánh cứng trong họ Gyrinidae. Loài này được Wiedemann miêu tả khoa học năm 1821.